# NGC 3757
NGC 3757 ist eine linsenförmige Zwerggalaxie vom Hubble-Typ S0 im Sternbild Großer Bär am Nordsternhimmel. Sie ist schätzungsweise 59 Millionen Lichtjahre von der Milchstraße entfernt und hat einen Durchmesser von etwa 20.000 Lichtjahren. Die Galaxie gilt als Mitglied der NGC 3795-Gruppe (LGG 244). 
Das Objekt wurde am 18. März 1790 vom deutsch-britischen Astronomen Wilhelm Herschel entdeckt.